# Jacob B.A. Salomon
Jacob Bernhard Adolph Salomon (født 4. juni 1848 i København, død 6. marts 1915 sammesteds) var en dansk grosserer.
Salomon var søn af tehandler Emanuel Bendix Salomon og hustru Mariane Salomon, født Meyer. Han blev som 16-årig i 1864 ansat på kontoret hos grosserer Edward Thune. Salomon tog vekselmæglereksamen i 1869 og assurancemæglereksamen i 1870. Salomon blev partner (dengang kaldet "Associé") i firmaet Edward Thune & Co. i 1880. Da Thune døde i 1885, blev han eneejer af firmaet.
Salomon var handelskyndig dommer i Sø- og Handelsretten fra 1890 til 1912. Han var medlem af bestyrelserne i Arbejdernes Byggeforening og i Dampskibsselskabet Torm. Han var kommitteret i Fjerde Søforsikringsselskab. Desuden bestyrelsesmedlem i Aktieselskabet Lammefjordenes Tørlægning og repræsentant i Nordisk Genforsikringsselskab.
Han blev ridder af Dannebrog i 1905. Salomon er portrætteret på P.S. Krøyers gruppebillede Fra Københavns Børs.
Salomon døde af lungebetændelse 66 år gammel i 1915.

## Navn
Salomon nævntes ofte med sine initialer B.A. i stedet for det fulde navn. B.A. stod for Bernhard Adolph. I kirkebogsoptegnelsen for hans fødsel er det fulde navn angivet som "Jacob Adolph Salomon", og i kirkebogsoptegnelsen for hans død er det fulde angivet som "Jacob Salomon".